# Winogradowka (obwód amurski)
Winogradowka (ros. Виноградовка) – wieś (ros. seło) w południowo-wschodniej Rosji, terytorialnie i administracyjnie należąca do rejonu buriejskiego, w obwodzie amurskim. 
Według danych statystycznych z 2016 roku wieś Uspenowka zamieszkiwało 470 mieszkańców. 